# Treis-Sants-en-Ouche
Treis-Sants-en-Ouche é uma comuna francesa na região administrativa da Normandia, no departamento de Eure. Estende-se por uma área de 30.73 km². Em 2010 a comuna tinha 1 450 habitantes (densidade: 47,2 hab./km²).
Foi criada em 1 de janeiro de 2019, após a fusão das antigas comunas de Saint-Aubin-le-Vertueux (sede), Saint-Clair-d'Arcey e Saint-Quentin-des-Isles.